# The Dead Don't Hurt
The Dead Don't Hurt is een Mexicaans-Canadees-Deense western uit 2023, geschreven, geregisseerd, geproduceerd en gecomponeerd door Viggo Mortensen, die zelf de hoofdrol vertolkt.

## Verhaal
In de jaren 1860 wordt de Frans-Canadese Vivienne Le Coudy (Vicky Krieps) in San Francisco verliefd op de Deense immigrant Holger Olsen (Viggo Mortensen), maar ze worden gescheiden en uit elkaar gehouden door de Amerikaanse Burgeroorlog. Wanneer ze elkaar terug ontmoeten, wordt hun relatie zwaar op de proef gesteld omdat ze allebei een andere persoon zijn geworden. 

## Rolverdeling
| Acteur           | Personage                     |
| ---------------- | ----------------------------- |
| Viggo Mortensen  | Holger Olsen                  |
| Vicky Krieps     | Vivienne Le Coudy             |
| Garret Dillahunt | Alfred Jeffries               |
| Solly McLeod     | Weston Jeffries               |
| Danny Huston     | burgemeester Rudolph Schiller |
| Nadia Litz       | Martha Gilkyson               |
| W. Earl Brown    | Alan Kendall                  |
| Marc Dennis      | Fishmonger Stevens            |
| John Getz        | Reverend Simpson              |
| Ray McKinnon     | Judge Blagden                 |

## Productie
In oktober 2022 werd onthuld dat Viggo Mortensen een film die hij had geschreven zou regisseren en er de hoofdrol in zou spelen, waarbij Vicky Krieps, Solly McLeod, Danny Huston, Tom Bateman, Lance Henriksen en W. Earl Brown ook in de film zouden verschijnen. Mortensen werkte opnieuw samen met een aantal mensen die met hem aan zijn vorige films werkten, waaronder cameraman Marcel Zyskind, production designer Carol Spier, art director Jason Clarke en kostuumontwerper Anne Dixon.
De filmopnames gingen op 12 oktober 2022 van start in Canada en werden in december 2022 afgerond in Mexico.

## Release en ontvangst
The Dead Don't Hurt ging op 8 september 2023 in première op het Internationaal filmfestival van Toronto. De film kreeg overwegend positieve kritieken van de filmcritici, met een score van 88% op Rotten Tomatoes, gebaseerd op 26 beoordelingen.